# Kombinat Spezialtechnik
Der VEB Kombinat Spezialtechnik Dresden wurde 1971 gegründet und war ein großer Rüstungshersteller der DDR mit Sitz in Dresden.
Das zentralgeleitete Kombinat unterstand dem Ministerium für Allgemeinen Maschinen-, Landmaschinen- und Fahrzeugbau. Als Generaldirektor des Kombinats fungierte von 1976 bis 1990 Siegfried Eschke, ein Offizier der Nationalen Volksarmee (ab 1984 im Rang eines Generalmajors).

## Geschichte
Als Vorgänger des Kombinats waren die Betriebe des Rüstungswesens ab 1958 in der VVB UNIMAK vereinigt. Im Gegensatz zu anderen VVB unterstand die VVB UNIMAK nicht der Staatlichen Plankommission.
Mit Auflösung der VVB UNIMAK durch den Nationalen Verteidigungsrat zum Jahresende 1961 wurden die Betriebe anderen VVB zugeordnet.
Das Kombinat entstand 1971 als Zusammenschluss der Flugzeugwerft Dresden, der Instandsetzungswerke Ludwigsfelde und Pinnow sowie des Lehrgeräte- und Reparaturwerks Mittenwalde. Im Jahr 1979 wurden der VEB Geräte- und Werkzeugbau Wiesa sowie das Spreewerk Lübben, die Mechanische Werkstätten Königswartha und das Konstruktionsbüro für Anlagen Berlin dem Kombinat angegliedert. Diese waren zuvor Teil des Gerätebaukombinats Königswartha, das 1970 gegründet wurde. Der VEB Feuerlöschgerätewerk Apolda als Hersteller von Feuerlöschtechnik war bis 1983 Teil des Kombinats „Fortschritt“ Landmaschinen und wurde zu diesem Zeitpunkt an das Kombinat Spezialtechnik angeschlossen.

## Produkte
Kernaufgabe des Kombinats war die Herstellung von Rüstungsgütern sowie die Instandhaltung von Material der NVA sowie verbündeter und befreundeter Streitkräfte. 
Abseits der Rüstungsproduktion wurden innerhalb des Kombinats auch Konsumgüter hergestellt. Diese Herstellung von Konsumgütern bewegte sich im Rahmen der staatlich verordneten Konsumgüterproduktion und hatte dementsprechend einen Anteil von rund fünf Prozent an der Warenproduktion. Als weitere zivile Produktion abseits des vorgeschriebenen Konsumgüteranteils entwickelte und baute der Kombinatsbetrieb VEB Flugzeugwerft Dresden ab den 1980er Jahren Bobschlitten für die DDR-Wintersportler, mit denen unter anderem auch olympisches Gold gewonnen wurde.

## Zugehörige Betriebe
Das Kombinat setzte sich zuletzt aus 11 Betrieben zusammen:
| Betrieb                                       | Tätigkeit                                                                |
| --------------------------------------------- | ------------------------------------------------------------------------ |
| VEB Feuerlöschgerätewerk Apolda               | Herstellung von Feuerlöschern und -anlagen sowie Hochdruckstahlflaschen. |
| VEB Flugzeugwerft Dresden (Stammbetrieb)      | Instandhaltung militärischer Flugzeuge.                                  |
| VEB Geräte- und Werkzeugbau Wiesa             | Herstellung von Sturm- und Maschinengewehren.                            |
| VEB Instandsetzungswerk Ludwigsfelde          | Instandhaltung von Triebwerken.                                          |
| VEB Instandsetzungswerk Pinnow                | Instandhaltung von Raketenwaffen.                                        |
| VEB Konstruktionsbüro für Anlagen Berlin      | Technologische Projektierungsleistungen für Sonderanlagen.               |
| VEB Lehrgeräte- und Reparaturwerk Mittenwalde | Herstellung von Übungswaffen, Kugelfängen und Schießanlagen.             |
| VEB Mechanische Werkstätten Königswartha      | Herstellung von Munition.                                                |
| VEB Mechanische Werkstätten Radeberg          | Herstellung elektronischer Baugruppen und mechanischer Komponenten.      |
| VEB Spreewerk Lübben                          | Herstellung von Munition.                                                |
| VEB Zentrum für Forschung und Technik Dresden | Herstellung von Mess- und Rechensystemen.                                |